# Ebba Atterbom

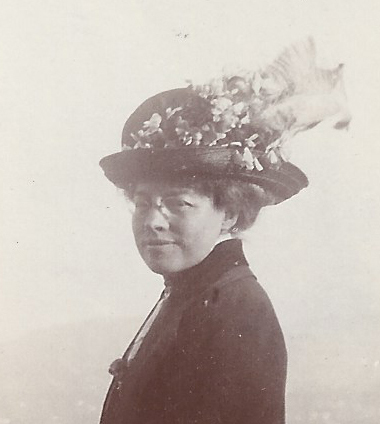
Ebba Atterbom, um 1915

Ebba Atterbom (* 19. Januar 1868 in Gryt, Södermanland; † 23. August 1961 in Göteborg) war eine schwedische Übersetzerin.

## Leben und Werk
Atterbom war die zweitälteste Tochter von acht Kindern von Ernst Atterbom und Augusta Tigerschiöld. Ihr Vater war Ingenieur und Major und der Sohn des  Dichters Per Daniel Amadeus Atterbom. Nachdem sie an verschiedenen Orten in Schweden gelebt hatte, zog die Familie 1879 nach Göteborg, wo Atterbom die Neue Grundschule für Mädchen in Göteborg besuchte.
In den 1890er Jahren verbrachte die Atterbom mehrere Jahre in Florenz, Italien, wo sie die Sprache fließend lernte. Im Laufe der Jahre unternahm sie viele Reisen nach Italien, wobei sie oft als Reisebegleitung von Damen reiste.
Atterbom begann Italienisch zu unterrichten und begann in den 1890er Jahren ihre Arbeit als Übersetzerin. Sie wurde 1927 ermächtigte Übersetzerin. Sie übersetzte Werke vom Italienischen, Englischen, Norwegischen und Dänischen ins Schwedische. Sie machte unter anderem die  Übersetzung von Ein Porträt des Künstlers als junger Mann von James Joyce, die erste Übersetzung von Joyce überhaupt. Sie übersetzte auch schwedische Literatur ins Italienische, unter anderem Werke von Per Hallström und Sophie Elkan. Mit Elkan war sie auch befreundet und die beiden unternahmen zusammen mehrere Reisen in Europa.
Ebba Atterbom war die Enkelin von Per Daniel Amadeus Atterbom.

## Rezeption
In Finnegans Wake von James Joyce sind die folgenden wortspielerischen Zeilen über Ebba Atterbom zu lesen:

„At Island Bridge she met her tide.

Attabom, attabom, attabombomboom!

The Fin had a flux and his Ebba a ride.

Attabom, attabom, attabombomboom!

We're all up to the years in hues and cribies.

That's what she's done for wee!

Woe!“